# Xian de Huishui
Le xian de Huishui (惠水县 ; pinyin : Huìshuǐ Xiàn) est un district administratif de la province du Guizhou en Chine. Il est placé sous la juridiction de la préfecture autonome buyei et miao de Qiannan.

## Démographie
La population du district était de 397 591 habitants en 1995.